# Ask.fm
Ask.fm je mrežna stranica sa svim karakteristikama internetske društvene mreže, koju su 16. lipnja 2010. pokrenuli Rusi Ilya i Mark Terebin, a omogućuje ljudima da si međusobno postavljaju pitanja i odgovaraju na njih, i to kad oni to žele.

## Kako je nastao Ask.fm
Ask.fm je internetska društvena mreža koja ima 134 milijuna registriranih korisnika.
Pokrenuli su ju 16. lipnja 2010. dvojica braće, Rusi Ilya i Mark Terebin, sinovi imućnog vojnog časnika bivše Crvene armije. Obojica su diplomirali na Ekonomskom fakultetu u Rigi, glavnom gradu Latvije, gdje su i odrasli. Svoju karijeru počeli su u poslu s namještajem, no ubrzo su uvidjeli da internet predstavlja unosniji put za zaradu. Kao ideju iskoristili su američku mrežnu stranicu Formspring koja se temeljila na pitanjima i odgovorima. Ask.fm je pokrenut i brzo se širio tako da je na toj društvenoj mreži 2013. godine bilo već 80 milijuna korisnika koji su na dan objavljivali čak 30 milijuna pitanja i odgovora.

## Zašto je pokrenut Ask.fm
Uzme li se u obzir činjenica da su utemeljitelji društvene mreže Ask.fm naveli kako su tinejdžerske godine često putovanje do samospoznaje, a da Ask.fm olakšava to putovanje dajući svojim članovima mogućnost anonimnosti jer to potiče nesputane i iskrene razgovore, potiče mišljenja i gradi samopouzdanje i tako pomaže mladima pri sazrijevanju i stjecanju psihosocijalnih vještina. Tomu u prilog idu i proklamirane temeljne vrijednosti koje ističu vlasnici te društvene mreže: "znatiželja, anonimnost, sigurnost, poštovanje i zajedništvo". To objašnjavaju time da znatiželja, odnosno postavljanje pitanja – jer ni jedna grupa ljudi nema više pitanja nego mladi koji čine Ask.fm zajednicu – može samo potaknuti ljudski razvoj, a anonimnost mladima daje poticaj i samopouzdanje da postave pitanje koje će odgovoriti na izazov u njihovu odrastanju. Poštovanje i netoleriranje neprimjerenog ponašanja vrijednosti su koje trebaju osigurati sigurnost članova Ask.fm zajednice, čiji su ju utemeljitelji zamislili kao "zabavno, sretno, poučno i životno podupirajuće mjesto".

## Kako funkcionira Ask.fm
Ask.fm kao mrežna stranica sa svim karakteristikama internetske društvene mreže omogućuje ljudima da si međusobno postavljaju pitanja i odgovaraju na njih, i to kad oni to žele. Pitanja se mogu postavljati anonimno ili s otkrivenim identitetom, a vlasnik sam odlučuje hoće li primati (i odgovarati na) sva pitanja – dakle i ona anonimna – ili samo ona pitanja za koje je poznato tko ih je uputio. Pitanje se postavlja upisivanjem pitanja u za to određeno polje na nečijoj stranici profila, a postoje i strojno generirana "nasumična pitanja" i "pitanja dana". Neodgovorena pitanja vidi samo vlasnik profila jer se ona nalaze u ulaznom pretincu, a čim se na pitanje odgovori, ono – ali i odgovor – mogu na njegovu profilu vidjeti svi, čak i oni koji nisu registrirani na Ask.fm. Isto tako, ne treba imati korisnički račun na Ask.fm da bi se nekom uputilo pitanje. S time Ask.fm ima karakteristike otvorenije društvene mreže nego što je to Facebook. Osim što registrirani korisnik te društvene mreže može podijeliti poveznicu na svoj Ask.fm profil i na drugim društvenim mrežama, poput Facebooka, i tako tamo pozvati druge da mu postave pitanje, isto tako svoje odgovore može putem poveznica podijeliti na drugim društvenim mrežama (Facebook, Twitter).

## Uvjeti upotrebe
Što se tiče samoga korištenja, u Uvjetima upotrebe Ask.fm ističe kako korisnički račun na toj društvenoj mreži ne smiju imati mlađi od 13 godina i pritom moraju poštovati sve zakone i propise države u kojoj žive.
Na Ask.fm mogu se objavljivati tekstualni odgovori, fotografije i videoisječci, no postoje pravila o tome što je prihvatljivo. Tako je taksativno navedeno što se ne smije objavljivati ni slati – pritom se misli i na pitanja i na odgovore.
Ask.fm ima sredstva za ograničavanja zlouporabe te društvene mreže (filtri za nepristojne i uvredljive riječi te uklanjanje takva neprimjerena sadržaja).

## Ask.fm i cyberbullying
Uzme li se u obzir mogućnost potpuno anonimnog postavljanja pitanja, nasilnicima u elektroničkom prostoru (engl. cyber bullies) pružena je na Ask.fm mogućnost cyberbullyinga, odnosno napadanja na žrtve tako reći bez ikakva straha da budu otkriveni kada krše neki od 15 "zabranjenih" stavaka. Literatura je dosad zabilježila sedam nesretnih slučajeva povezanih sa zlostavljanjem na društvenoj mreži Ask.fm koji su završili samoubojstvom mladih ljudi.
Najčešće se navodi slučaj djevojke iz Lutterwortha u Velikoj Britaniji, koja se objesila nakon što je mentalno podlegla brutalnom zlostavljanju na internetu putem stranice Ask.fm. Anonimci su joj mjesecima pisali odvratne komentare poput "Umri" ili "Oboli od raka". Zlobni korisnici vrijeđali su ju zbog njezine tjelesne težine, smrti ujaka i zbog sklonosti samoozljeđivanju, a nagovarali su je i da popije izbjeljivač. Tek dva tjedna prije nego što se objesila, preklinjala je zlostavljače koji se kriju iza plašta anonimnosti, da prekinu maltretiranje, no oni nisu stali i sve je završilo tragično.
S vrijeđanjem na Ask.fm dovodi se i jedno samoubojstvo koje se u svibnju 2013. dogodilo u Hrvatskoj. Riječ je o djevojci iz Lobora. Na njezinom profilu na Ask.fm pronađene su uvrjede i izrazito vulgarne rečenice koje su joj bile upućene. No, nikad nije dokazano da je to samoubojstvo izravno povezano s napisima na internetskoj društvenoj mreži Ask.fm.

## Kako protiv cyberbullyinga na Ask.fm
Autorice Krmek, Buljan Flander i Hrpka navode da postoje četiri područja koja su se pokazala uspješnima u smanjivanju elektroničkog nasilja:
1. Podizanje svijesti
2. Školska pravila 
3. Nadzor
4. Programi
Govoreći o prevenciji nasilja preko interneta na prvo mjesto stavlja se podizanje svijesti. Nasilje među vršnjacima, na internetu i uopće, nije šala ni zaigranost, a da bi prevencija bila uspješna, učitelji, roditelji i učenici moraju postati svjesni međuvršnjačkog nasilja uopće a potom i elektroničkog zlostavljanja. Individualni intervjui provedeni u zbornici u jednoj osnovnoj školi u Hrvatskoj pokazali su da je samo dvoje učitelja znalo što je Ask.fm i koje opasnosti ta internetska društvena mreža nosi. Od učitelja se zahtijeva da govore o prevenciji elektroničkog zlostavljanja, a da pritom samo ne samo da ne znaju o mjestima na kojima se elektroničko zlostavljanje događa nego ih nitko nije sustavno educirao o provođenju prevencije.
Autorice ističe kako je nužno da svaka škola izradi program prevencije i intervencije na razini cijele škole. 
Takve preventivne programe protiv nasilja škole u Hrvatskoj imaju, no nedostatan je prostor u njima koji je posvećen elektroničkom zlostavljanju. S obzirom na to da je prevencija elektroničkog zlostavljanja nešto relativno novo, uza sam rezultat bitan je proces i put stvaranja vlastitog načina borbe protiv elektroničkog zlostavljanja te svakodnevna primjena utvrđenih pravila. Zataškavanje zlostavljanja ili donošenje nerazumnih odluka od strane osoba koje su potpuno nekompetentne u tom području nisu rješenje.
Treće područje, nadzor, odnosi se na provjeravanje poštuju li učenici prihvaćena pravila pri korištenju informacijsko-komunikacijske tehnologije. I dok je kod kuće to zadatak roditelja, u školu se o tome moraju brinuti učitelji i stručni suradnici, isto kao što dežurni učitelji paze na red na hodnicima tijekom odmora.
U podizanju svijesti najviše mogu pomoći programi, a autorice Krmek, Buljan Flander i Hrpka naglasak stavljaju na promatrače nasilja kod kojih treba pobuditi suosjećanje tako da obavijeste učitelje, stručne suradnike ili roditelje – odrasle osobe – o tome da se događa nasilje, a ne da ga šutnjom odobravaju.

## Što kažu recentna istraživanja provedena među tinejdžerima o Ask.fm
Kvantitativna analiza sadržaja 1000 pitanja i odgovora te metoda fokus-grupe koju je činilo 15 tinejdžera koji su imali više od 1000 odgovorenih pitanja na Ask.fm pokazala je da Ask.fm nema nikakve pozitivne karakteristike i da je to stranica koja otvara brojne etičke dileme – sve do elektroničkog zlostavljanja.

## Vanjske poveznice
- http://ask.fm  Arhivirana inačica izvorne stranice od 27. siječnja 2015. (Wayback Machine)
- http://nobullying.com/what-is-ask-fm/  Arhivirana inačica izvorne stranice od 20. veljače 2015. (Wayback Machine)
- http://nobullying.com/stories-of-7-teen-suicides-because-of-ask-fm-bullying/  Arhivirana inačica izvorne stranice od 14. veljače 2015. (Wayback Machine)